# PVSK Stadion
A PVSK Stadion Pécs egykoron legnagyobb nézőszámú stadionja, állandó nézőszáma 12 000 volt, melyből 2000 ülőhely, bár 1955-ben 22 000 nézőt is regisztráltak a Pécsi Dózsa-Budapest Honvéd mérkőzésen.
Hazai klubja, a Pécsi VSK, jelenleg a Baranya vármegyei labdarúgó-bajnokság első osztályának szereplője. A pályán játszott az 1954-es magyar labdarúgó-válogatott két ízben is nem hivatalos mérkőzésen. A mérkőzéseken többek között Puskás Ferenc és Kocsis Sándor is betalált a hálóba.
2018-ban az 1952-ben épült, erősen leromlott állapotú épület felújításra került.

## Története
A stadionban 1952. augusztus 9-én játszották a nyitómérkőzést. Pécsi Lokomotív a Sztálin Vasmű Építők ellen szenvedett vereséget, 0:2 arányban.
A stadionban a nézőcsúcsot az 1955 márciusában rendezett Pécsi Dózsa – Honvéd mérkőzés jelentette. A 2:0-s hazai győzelemmel záruló eseményre 22 ezer ember volt kíváncsi.
1975-ig a Pécsi Dózsa (később Pécsi Munkás) és a PVSK otthona is volt, amikor a PMSC átköltözött az újmecsekaljai pályára.
A 2000-es évek elején sokáig vita folyt arról, hogy a PMFC vagy a PVSK stadiont újítsa fel a város állami illetve önálló finanszírozásból. Kezdetben a Verseny utcai PVSK-pályát jelölték ki helyszínként. Később helyszínváltozás történt, a pécsi közgyűlés újabb döntése alapján már nem a vasutas sporttelep, hanem az újmecsekaljai PMFC-létesítmény győzött.
2018-ban megkezdték a leromlott állapotú lelátók bontását, hogy 2019-re, a klub centenáriumára elkészüljön a megújult stadion. A munkálatok során 21 ezer köbméter anyagot, közte 1200 köbméter betont szállítottak el.

## Fontosabb mérkőzések
- 1962.09.12 - Pécsi Dózsa SC - NK Rijeka (2 - 1, Nyári Nemzetközi Labdarúgó Kupa (Rappan Kupa))
- 1962.12.09 - Pécsi Dózsa SC - Calcio Padova (0 - 3, Nyári Nemzetközi Labdarúgó Kupa (Rappan Kupa))
- 1970.09.30 - Pécsi Dózsa SC - CS Universitatea Craiova (3 - 0, Európai Városok Kupája, 1. forduló)
- 1970.11.04 - Pécsi Dózsa SC - Newcastle United FC (2 - 0, Európai Városok Kupája, 2. forduló)
- 1970.12.03 - Pécsi Dózsa SC - Juventus FC (0 - 1, Európai Városok Kupája, 3. forduló)

## Megközelítése
A stadion a Verseny u. 11. szám alatt helyezkedik el, a pécsi vasúti pályaudvar mögött. A pályaudvartól felüljárón keresztül közelíthető meg. Közelében számos sporttelep található, közvetlen szomszédságában van a PVSK atlétikai pályája és egy műfüves labdarúgó edzőpálya, nem sokkal távolabb az egyetemi (volt Matáv) stadion, illetve a Várkői Ferenc Diáksport Központ.